# 合成器流行
合成器流行音乐，也称为科技流行，是電子音樂與流行樂結合的音乐类型，在20世纪70年代末开始流行的音乐流派，以电子合成器为主导乐器。20世纪60年代和70年代初，合成器开始运用在前卫摇滚、电子音乐、艺术摇滚、迪斯科音乐类型中，尤其是众多德国酸菜摇滚乐队中的发电站乐队，这也预示着它的出现。它是日本后朋克时代、20世纪70年代末英国新浪潮运动的一部分，并伴随这些文化运动兴起的一种独特流派。

## 特征
雖然現代流行樂在創作與製作過程中已廣泛使用電子器材和軟件，但合成器流行與其他音樂類型在製作上有風格上的差異，但音樂結構上則與其他類型沒大分別。

### 前身

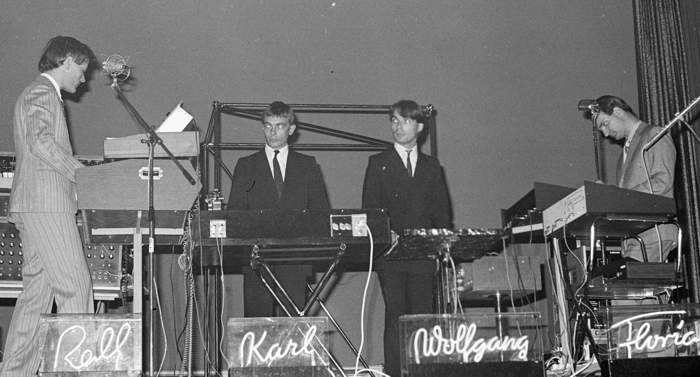
1976年，对合成器流行音乐影响最大的乐队之一：发电站乐队

## 合成器流行乐艺人
- seori
- 泰勒絲
- 發電廠樂團
- 黃色魔術交響樂團
- 女神卡卡[15][16]
- Perfume
- 寵物店男孩
- 嗆女生合唱團
- 凱莎
- Kyary Pamyu Pamyu
- Mili
- Diamond Cafe
- 黃耀明
- 洪嘉豪
- 威肯
- Delta T
- 滅跡合唱團
- 加里·紐曼（英语：Gary Numan）
- 人類聯盟合唱團
- OMD
- 海鷗合唱團（英语：A Flock of Seagulls）
- M83 (乐队)
- Talk Talk
- 舞韻樂隊
- 阿爾伐城
- 潮流尖端
- 新秩序
- 巒生湯普遜合唱團（英语：Thompson Twins）
- 雅族合唱團（英语：Yazoo (band)）
- Ultravox（英语：Ultravox）
- Propaganda（英语：Propaganda (band)）
- 杜蘭杜蘭
- Visage（英语：Visage (band)）
- A-ha
- 尼克·克索（英语：Nik Kershaw）
- 史班杜芭蕾（英语：Spandau Ballet）
- ABC（英语：ABC (band)）
- 驚懼之淚
- 桑德拉（英语：Sandra (singer)）
- Animotion（英语：Animotion）
- Blancmange（英语：Blancmange (band)）